# Demografi

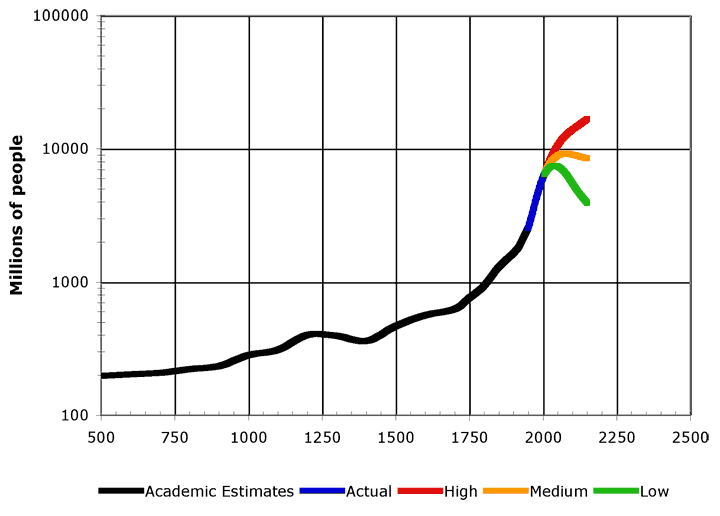
En kurva som visar jordens faktiska (blått) och uppskattade (övriga färger) befolkningsutveckling.

Demografi (av grekiskans δήμος, démos,  och γράφω, gráfo, "skriva") är vetenskapen om en befolknings fördelning, storlek och sammansättning. Det kan avse ålder, kön, yrke, inkomst, religion, etnicitet, intressen, utbildning, civilstånd eller annat. Vetenskapen kan även kallas befolkningslära eller befolkningsvetenskap, medan ordet demografi ofta används synonymt med befolkningsstatistik.Viktiga delar i befolkningsvetenskapen är bland annat födelsetal, mortalitet och migration, de faktorer som främst bestämmer befolkningens storlek.
Oftast används demografisk information tillsammans med andra data för att dra slutsatser inom till exempel medicin, ekonomi eller samhällsvetenskap. Genom att hitta demografiska mönster som sammanfaller med något observerat så kan man härleda kopplingar mellan till exempel utbildning och vissa sjukdomar. 
I Sverige är det Statistiska centralbyrån som handhar större delen av den demografiska informationen, bland annat om demografiska beteenden så som barnafödande, dödsfall och migration samt dess koppling till samhällsutvecklingen. Det handlar också om befolkningskomposition, till exempel åldersstruktur och familjesammansättning.

## Historia
Ett tidigt demografiskt argument framfördes av Konfucius (551–479 f.Kr.) som föreslog att Kinas befolkning skulle begränsas på grund av att miljön inte klarade att försörja ett evigt växande antal människor.
I det Antika Grekland intresserade sig ett antal vetenskapsmän för demografi. Platon (429–347 f.Kr.) menade att den ideala staden hade ett invånarantal på 5 040 individer. Detta exakta antal föreslogs på grund av att talet 5 040 är jämnt delbart med alla heltal upp till nio, och därmed skulle skatteindrivning och militärindelning underlättas. Aristoteles (384–322 f.Kr.), som var Platons student, tog upp sambandet mellan befolkningstillväxt och miljön. Han argumenterade för att överdriven befolkningstillväxt skapade fattigdom, som åtföljdes av brottslighet och uppror. I slutet av 1700-talet gjorde Thomas Malthus ett uppmärksammat antagande att jordens befolkningsökning skulle fortsätta i allt högre takt, med svält och fattigdom som följd. Enligt så kallad demografisk transition vänder dock befolkningskurvan nedåt i samhällen som når ett visst välstånd.
I slutet av 1800-talet och början av 1900-talet tog demografin form som en vetenskap i sig. Kända demografer från den tiden är Adolphe Quetelet, William Farr, Louis-Adolphe Bertillon, Wilhelm Lexis och Luigi Bodio. 

### Sverige
- Sveriges demografi
- Befolkningstillväxten i Sverige 1850–1950
- Sveriges historiska befolkning
- Lista över Sveriges landskap efter folkmängd
- Lista över Sveriges kommuner
- Befolkningsutveckling i Göteborg